# Górzyca, tỉnh Lubuskie
Górzyca [ɡuˈʐɨt͡sa] (tiếng Đức: Göritz) là một ngôi làng trên sông Oder ở hạt Słubice, Lubusz Voivodeship, ở phía tây Ba Lan, gần biên giới Đức tại Reitwein. Đó là vị trí của gmina (khu hành chính) được gọi là Gmina Górzyca. Khu vực này có vị trí 18 kilômét (11 mi) phía bắc Słubice và 49 km (30 mi) về phía tây nam của Gorzów Wielkopolski.
Ngôi làng có dân số khoảng 2.000 người.

## Lịch sử
Việc di chuyển đến sinh sống ở Lubusz Land lần đầu tiên được đề cập trong một hành động năm 1252 và trong năm 1276 đã trở thành tòa giám mục của Giám mục Lebus, đã chạy trốn khỏi các bá tước Ascanian của Brandenburg, và là vị trí của nơi tôn nghiêm của Đức Trinh Nữ Maria. Sau sự sụp đổ của vương triều Ascan, bá tước Wittelsbach Louis I của Brandenburg trong cuộc chiến chống lại vua Władysław I, Elbow-high của Ba Lan vào năm 1325 đã khiến nhà thờ và thị trấn bị phá hủy. Tòa giám mục đã chính thức bị bãi bỏ vào năm 1346.
Sau đó là một phần của vùng Brandenburgian Neumark, khu bảo tồn vẫn là một địa điểm hành hương cho đến khi Cải cách kháng nghị của John của Brandenburg-Küstrin đã xóa bỏ di tích và nhà nguyện bị phá hủy bởi các công dân của Drossen gần đó. Bị phá hủy bởi một ngọn lửa vào năm 1757, Goritz và nhà thờ của nó đã được xây dựng lại bởi chính quyền Phổ; nó đã nhận được đặc quyền của thị trấn vào năm 1808.